# Five Magics
«Five Magics» es una canción del grupo musical estadounidense Megadeth, incluida en el álbum de estudio titulado Rust in Peace, fue coescrita por el líder Dave Mustaine.                 
La letra está basada en Master of the Five Magics (1980) primera parte de la conocida trilogía de alta fantasía de Lyndon Hardy.